# Das Eisenbahngleichnis
Das Eisenbahngleichnis gehört zu den heute noch bekannteren Gedichten, die Erich Kästner für das Kabarett schrieb. Obschon im Titel „Gleichnis“ genannt, handelt es sich bei dem Werk genauer gesehen um eine Parabel.

## Veröffentlichungsgeschichte
Eine erste Druckversion erschien am 10. August 1931 in der Zeitschrift Simplicissimus. Die Zeile „Ein feister Herr sitzt stolz“ ist hier mit „Ein dicker Mensch sitzt stolz“ noch weniger scharf formuliert. Später war es das Eröffnungsgedicht in Doktor Erich Kästners Lyrische Hausapotheke (1936)

## Gleichnis
Kästner vergleicht das Leben und Zusammenleben der Menschen mit einer gemeinsamen Zugfahrt an ein unbekanntes, bzw. nichtvorhandenes Ziel; schließlich steigen nur die Toten aus. Es werden auch Klassenunterschiede berücksichtigt (Die Mehrheit sitzt auf Holz; auf Holz saß zur Entstehungszeit auf Bahnreisen die Dritte Klasse, auch Holzklasse genannt – die Erste Klasse sei dabei laut Kästner fast leer) oder soziale Problemfelder, wie eine unglückliche Lebensplanung (wir sitzen alle im gleichen Zug/und viele im falschen Coupé) in das Gleichnis mit aufgenommen. Das Gedicht ist exemplarisch für die in seinen Werken für Erwachsene häufig recht pessimistische Weltsicht des erfolgreichen Kinderbuchautors.
Die Eisenbahn ist hier als Symbol von der eingerichteten Welt zu sehen: der Gleichförmigkeit, der Unveränderlichkeit und Sinnlosigkeit, die zwar verbesserungsbedürftig ist, aber kaum verbessert werden kann. Es ist somit eine pessimistischere Sichtweise als die des satirischen Romans von Voltaire Candide oder der Optimismus.
"Der Schaffner schaut zur Tür herein- und lächelt vor sich hin. Auch er weiß nicht, wohin er will", womit auch der Schuldige schuldlos wird, da sich die Entwicklung ohne menschliches Eingreifen vollzieht und ohne Politik.

## Vertonungen
Bereits in den dreißiger Jahren wurde das Gedicht als Chanson im Cabaret gebracht. 1969 nahm es Uwe Friedrichsen in einer modernen Vertonung von Bert Grund auf.